# Sphecodes saxicolus
Sphecodes saxicolus is een vliesvleugelig insect uit de familie Halictidae. De wetenschappelijke naam van de soort is voor het eerst geldig gepubliceerd in 1992 door Warncke.